# Mortes em janeiro de 2013
Mortes em 2013: ← Janeiro – Fevereiro – Março – Abril – Maio – Junho – Julho – Agosto – Setembro – Outubro – Novembro – Dezembro →
Esta é uma relação de pessoas notáveis que morreram durante o mês de janeiro de 2013, listando nome, nacionalidade, ocupação e ano de nascimento.

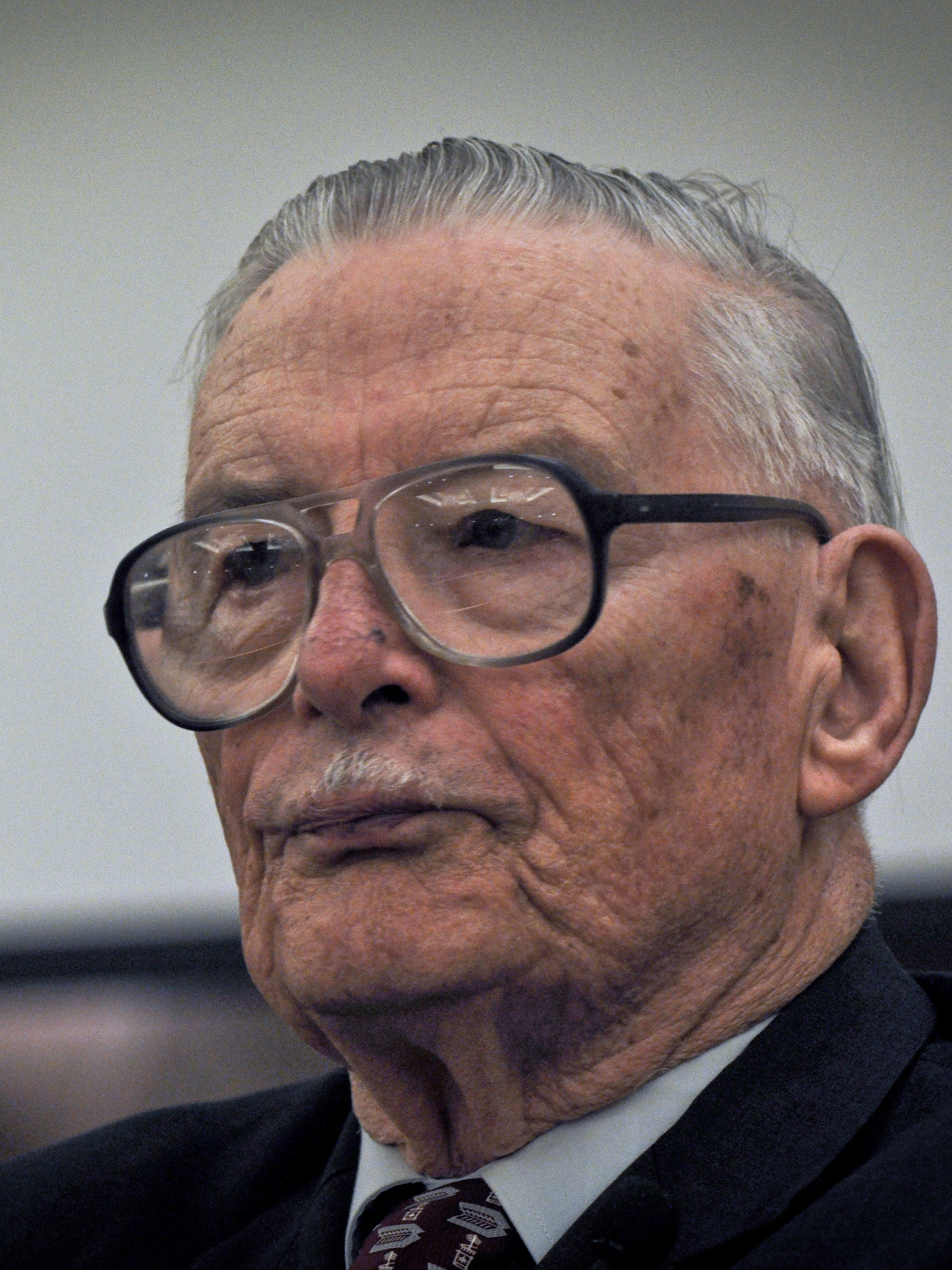
James McGill Buchanan Jr., economista e jurista estadunidense

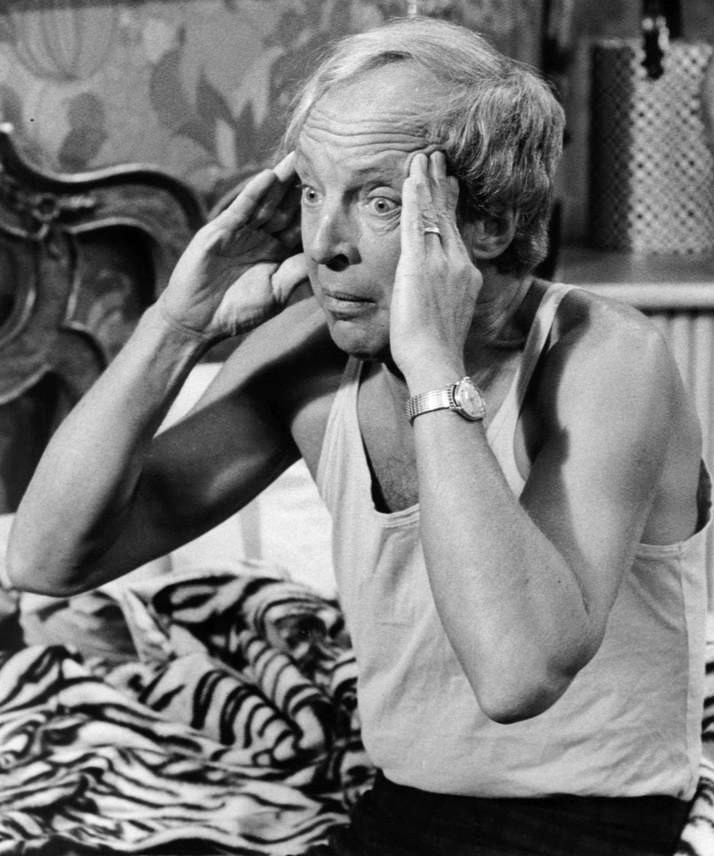
Conrad Bain, ator canadense

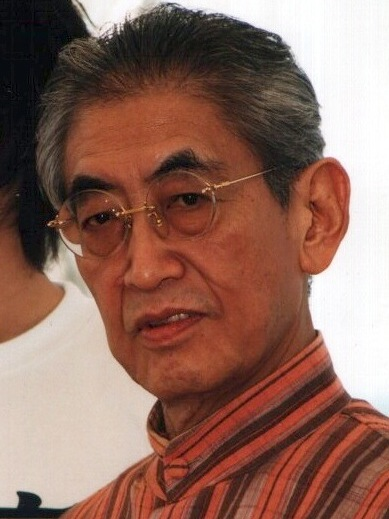
Nagisa Ōshima, cineasta japonês

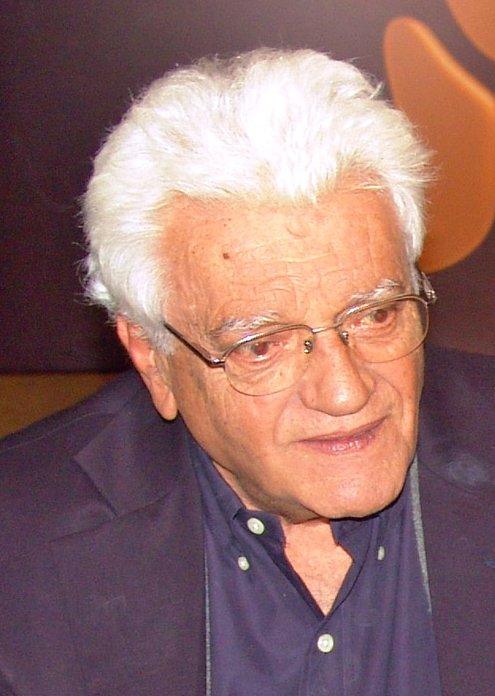
Walmor Chagas, ator, diretor teatral e produtor teatral brasileiro

| Dia | Nome                      | Profissão ou motivo de reconhecimento | País de nascimento | Ano de nasc. | Ref    |
| --- | ------------------------- | ------------------------------------- | ------------------ | ------------ | ------ |
| 1   | Patti Page                | Cantora                               | Estados Unidos     | 1927         | [ 1 ]  |
| 2   | Ladislao Mazurkiewicz     | Futebolista                           | Uruguai            | 1945         | [ 2 ]  |
| 3   | Sergiu Nicolaescu         | Cineasta                              | Roménia            | 1930         | [ 3 ]  |
| 4   | Tony Lip                  | Ator                                  | Estados Unidos     | 1930         | [ 4 ]  |
| 6   | Neil Adcock               | Jogador de críquete                   | África do Sul      | 1931         | [ 5 ]  |
| 7   | David R. Ellis            | Dublê e cineasta                      | Estados Unidos     | 1952         | [ 6 ]  |
| 9   | James McGill Buchanan Jr. | Economista                            | Estados Unidos     | 1919         | [ 7 ]  |
| 9   | Brigitte Askonas          | Imunologista                          | Reino Unido        | 1923         | [ 8 ]  |
| 10  | Jorge Selarón             | Pintor e ceramista                    | Chile/ Brasil      | 1947         | [ 9 ]  |
| 14  | Conrad Bain               | Ator                                  | Canadá             | 1923         | [ 10 ] |
| 15  | Zurab Popkhadze           | Futebolista e treinador               | Geórgia            | 1972         | [ 11 ] |
| 15  | Nagisa Ōshima             | Cineasta                              | Japão              | 1932         | [ 12 ] |
| 15  | Clayton Silva             | Humorista                             | Brasil             | 1938         | [ 13 ] |
| 17  | Adalgisa Colombo          | Miss Brasil                           | Brasil             | 1940         | [ 14 ] |
| 18  | Walmor Chagas             | Ator                                  | Brasil             | 1930         | [ 15 ] |
| 18  | Heloísa Millet            | Atriz e bailarina                     | Brasil             | 1948         | [ 16 ] |
| 19  | Taihō Kōki                | Lutador de sumô                       | Japão              | 1940         | [ 17 ] |
| 22  | Heather Little-White      | Nutricionista e ativista              | Jamaica            | 1952         | [ 18 ] |
| 22  | Lídia Mattos              | Atriz                                 | Brasil             | 1924         | [ 19 ] |
| 24  | Zózimo Bulbul             | Ator e cineasta                       | Brasil             | 1937         | [ 20 ] |
| 28  | Ary Vidal                 | Treinador de basquete                 | Brasil             | 1935         | [ 21 ] |
| 29  | Walter Zanini             | Historiador                           | Brasil             | 1925         | [ 22 ] |
| 30  | Roger Raveel              | Pintor                                | Bélgica            | 1921         | [ 23 ] |
| 31  | Luiz Carlos Santos        | Político, ministro do governo FHC     | Brasil             | 1932         | [ 24 ] |